# Marinci (żupania istryjska)
Marinci – wieś w Chorwacji, w żupanii istryjskiej, w mieście Buzet. W 2011 roku liczyła 49 mieszkańców.